# اورم الکبری
آورم الکبری (به عربی: أورم الکبری) یک منطقهٔ مسکونی در سوریه است که در Atarib District واقع شده‌است.

## خصوصیات
آورم الکبری ۵٬۳۹۱ نفر جمعیت دارد.